# 五帝內座增三
HD 7238，又名BD+79 36，SAO 4354、HR 357，是一颗仙王座的恒星，视星等为6.26，位于銀經124.08，銀緯17.09，其B1900.0坐标为赤經1h 7m 39.1s，赤緯+79° 17.09′ 44″。